# 안녕하세요 노주현 김연주입니다
안녕하세요 노주현 김연주입니다는 대한민국의 방송국인 KBS의 라디오 채널 KBS 제2라디오에서 매일 오전 9시 5분부터 오전 11시까지 종영 방송된 배우 노주현과 방송인 김연주가 진행하는 라디오 프로그램이다. 2003년 10월 19일 자로 1년 만에 폐지되었다.

## 진행자
- 노주현 배우 (남)
- 김연주 방송인 (여)